# New York Red Bulls 2024
 Questa voce raccoglie le informazioni riguardanti il New York Red Bulls nelle competizioni ufficiali della stagione 2024.

## Stagione
Quella del 2024 è la 29ª stagione consecutiva nel torneo di massima serie statunitense.

## Organico

### Rosa 2024
| N. |                        | Ruolo | Calciatore            |
| -- | ---------------------- | ----- | --------------------- |
| 1  | Brasile (bandiera)     | P     | Carlos Miguel Coronel |
| 2  | Norvegia (bandiera)    | C     | Dennis Gjengaar       |
| 3  | Svezia (bandiera)      | D     | Noah Eile             |
| 4  | Colombia (bandiera)    | D     | Andrés Reyes          |
| 5  | Stati Uniti (bandiera) | C     | Peter Stroud          |
| 6  | Stati Uniti (bandiera) | D     | Kyle Duncan           |
| 7  | Giamaica (bandiera)    | A     | Cory Burke            |
| 8  | Stati Uniti (bandiera) | C     | Frankie Amaya         |
| 9  | Scozia (bandiera)      | C     | Lewis Morgan          |
| 10 | Svezia (bandiera)      | A     | Emil Forsberg         |
| 11 | Brasile (bandiera)     | A     | Elias Manoel          |
| 12 | Stati Uniti (bandiera) | D     | Dylan Nealis          |
| 13 | Belgio (bandiera)      | A     | Dante Vanzeir         |
| 15 | Stati Uniti (bandiera) | D     | Sean Nealis           |
| 16 | Stati Uniti (bandiera) | A     | Julian Hall           |

| N. |                        | Ruolo | Calciatore       |
| -- | ---------------------- | ----- | ---------------- |
| 17 | Stati Uniti (bandiera) | A     | Cameron Harper   |
| 18 | Stati Uniti (bandiera) | P     | Ryan Meara       |
| 19 | Venezuela (bandiera)   | C     | Wikelman Carmona |
| 20 | Colombia (bandiera)    | D     | Juan Mina        |
| 20 | Uruguay (bandiera)     | C     | Felipe Carballo  |
| 21 | Stati Uniti (bandiera) | D     | Omir Fernandez   |
| 22 | Stati Uniti (bandiera) | A     | Serge Ngoma      |
| 23 | Stati Uniti (bandiera) | D     | Aidan O'Connor   |
| 33 | Stati Uniti (bandiera) | A     | Roald Mitchell   |
| 40 | Stati Uniti (bandiera) | P     | AJ Marcucci      |
| 42 | Panama (bandiera)      | D     | Omar Valencia    |
| 47 | Stati Uniti (bandiera) | D     | John Tolkin      |
| 48 | Ghana (bandiera)       | C     | Ronald Donkor    |
| 75 | Stati Uniti (bandiera) | C     | Daniel Edelman   |

## Calciomercato

### Sessione invernale
| Acquisti | Acquisti        | Acquisti                    | Acquisti   |
| R.       | Nome            | da                          | Modalità   |
| -------- | --------------- | --------------------------- | ---------- |
| D        | Noah Eile       | Malmö FF                    | definitivo |
| D        | Aidan O'Connor  | Western Michigan University | definitivo |
| C        | Emil Forsberg   | RB Lipsia                   | definitivo |
| A        | Roald Mitchell  | N.Y. Red Bulls II           | definitivo |
| A        | Dennis Gjengaar | Odd                         | definitivo |

| Cessioni | Cessioni              | Cessioni         | Cessioni      |
| R.       | Nome                  | a                | Modalità      |
| -------- | --------------------- | ---------------- | ------------- |
| D        | Matt Nocita           |                  | svincolato    |
| D        | Jayden Reid           | St. Louis City 2 | definitivo    |
| D        | Hassan Ndam           | Haka             | definitivo    |
| C        | Steven Sserwadda      |                  | svincolato    |
| C        | Omir Fernandez        | Colorado Rapids  | definitivo    |
| C        | Dru Yearwood          | Nashville        | definitivo    |
| A        | Jorge Cabezas Hurtado | Watford          | fine prestito |
| A        | Tom Barlow            | Chicago Fire     | definitivo    |
| A        | Luquinhas             | Fortaleza        | definitivo    |

### A stagione in corso
| Acquisti | Acquisti        | Acquisti | Acquisti |
| R.       | Nome            | da       | Modalità |
| -------- | --------------- | -------- | -------- |
| C        | Felipe Carballo | Grêmio   | prestito |

| Cessioni | Cessioni  | Cessioni        | Cessioni |
| R.       | Nome      | a               | Modalità |
| -------- | --------- | --------------- | -------- |
| D        | Juan Mina | Estrela Amadora | prestito |

## Organigramma societario
Di seguito l'organigramma societario.
Area tecnica
- Allenatore: Sandro Schwarz
- Allenatore in seconda: Volkan Bulut
- Allenatore in seconda: Vedad Ibišević
- Allenatore in seconda: Ibrahim Sekagya
- Preparatore dei portieri: Jeremy Proud
- Preparatore atletico: Dominik Wolhert
- Direttore sportivo: Julián de Guzmán

## Statistiche

### Statistiche di squadra
| Competizione        | Punti | Totale | Totale | Totale | Totale | Totale | Totale | In trasferta | In trasferta | In trasferta | In trasferta | In trasferta | In trasferta | In casa | In casa | In casa | In casa | In casa | In casa | DR |
| Competizione        | Punti | G      | V      | N      | P      | Gf     | Gs     | G            | V            | N            | P            | Gf           | Gs           | G       | V       | N       | P       | Gf      | Gs      | DR |
| ------------------- | ----- | ------ | ------ | ------ | ------ | ------ | ------ | ------------ | ------------ | ------------ | ------------ | ------------ | ------------ | ------- | ------- | ------- | ------- | ------- | ------- | -- |
| Major League Soccer | 47    | 34     | 11     | 14     | 9      | 55     | 50     | -            | -            | -            | -            | -            | -            | -       | -       | -       | -       | -       | -       | +5 |
| Play-off            |       | 5      | 3      | 1      | 1      | 7      | 4      | 1            | 0            | 1            | 0            | 2            | 2            | 4       | 3       | 0       | 1       | 5       | 2       | +3 |
| Leagues Cup         | 2     | 2      | 0      | 2      | 0      | 1      | 1      | 1            | 0            | 1            | 0            | 0            | 0            | 1       | 0       | 1       | 0       | 1       | 1       | 0  |
| Totale              |       | 41     | 14     | 17     | 10     | 63     | 55     | -            | -            | -            | -            | -            | -            | -       | -       | -       | -       | -       | -       | +8 |